# Ecnomus turrbal
Ecnomus turrbal là một loài Trichoptera trong họ Ecnomidae. Chúng phân bố ở miền Australasia.